# Vérification diligente
Ne doit pas être confondu avec diligence raisonnable.
 (septembre 2007).
Si vous disposez d'ouvrages ou d'articles de référence ou si vous connaissez des sites web de qualité traitant du thème abordé ici, merci de compléter l'article en donnant les références utiles à sa vérifiabilité et en les liant à la section « Notes et références ».
La vérification diligente  (en anglais : due diligence) est l'ensemble des vérifications qu'un éventuel acquéreur ou investisseur va réaliser avant une transaction, afin de se faire une idée précise de la situation d'une entreprise, d´une branche d´activité, d'un actif. De manière plus générale, la diligence raisonnable est le degré de jugement, de soin, de prudence, de fermeté et d'action auquel on peut s'attendre d'une personne raisonnable, dans les circonstances considérées. Le due diligence est un concept anglo-saxon qui signifie que le sujet doit se prémunir lui-même contre tout élément d'une opération qui pourrait être considéré comme négatif. Il s'agit en quelque sorte d'un devoir élémentaire de précaution. Il existe plusieurs types de due diligences (stratégique, environnementale, informatique, légale, fiscale, sociale, comptable et financière…).

## Origine
Selon le principe "caveat emptor" (Que l'acheteur soit vigilant) du droit romain, c'est à l'acheteur de se méfier, du fait qu'il ne peut se fier totalement au vendeur. Il présumera donc la mauvaise foi (ce qui est une anomalie juridique) chez l'une des parties.

## Équivalents français
En droit des affaires, elle se manifeste de deux façons :
- l'audit préalable (Journal officiel du 28 décembre 2006) : investigation qui implique le recours à des experts, notamment comptables, financiers, juridiques, fiscaux ou sociaux, dont les conclusions serviront de base à la prise de décision d'un investisseur.
- l'obligation de vigilance (Journal officiel du 28 décembre 2006) : ensemble de prescriptions légales imposant aux établissements de crédit et à toute personne recueillant des fonds, des contrôles visant à identifier leur interlocuteur et l'origine de ses ressources.

### Audit préalable d'acquisition
L'audit préalable d'acquisition ou « due diligence d’acquisition » est réalisé pour évaluer et valider les forces et les faiblesses d'une entreprise ciblée, et de permettre la rédaction de clause de garantie de passif. Il s’agit d’un audit comptable, financier, environnemental qui assure la transparence de l’opération en précisant de façon pertinente les risques inhérents à la structure à acquérir. Est donc concerné l'ensemble des mesures de recherche et de contrôle des informations permettant aux investisseurs de fonder leur jugement sur les actifs, le passif, l'activité, la situation financière et les perspectives de la société dans laquelle ils envisagent de prendre une participation. Dans un contexte nécessitant de plus en plus de réactivité de la part des acheteurs, les due-diligences sont assurées par des experts dans les domaines précités.
Les temps consacrés aux due diligences sont variables suivant les acheteurs. Les investisseurs en capital américains y consacrent en moyenne 118 heures par entreprise ciblée. La médiane des temps consacrés par les business angels américains est de 20 heures, mais les plus performants y consacrent plus de 40 heures.
L'audit préalable est une étape essentielle pour réduire l'asymétrie d’information entre vendeurs et acheteurs.

### Audit préalable environnemental
Qu’il s’agisse d’acquisitions immobilières, de ventes, de transactions boursières ou d’investissements purement financiers, l’application d’un nombre croissant de régimes de responsabilité environnementale et de permis ainsi que des législations internationales de plus en plus complexes en matière d’environnement, d'hygiène et de sécurité au travail pourraient bien transformer un simple investissement à l’étranger en un engagement responsable juridique et financier.
C’est pour cette raison que peu d’entreprises envisagent d’acquérir une installation ou une propriété avant d’avoir procédé à une évaluation approfondie de due-diligence.
Les évaluations de due-diligence (Due Diligence Assessments - DDA) de phase I sont ainsi devenues un élément clé de tout investissement, indépendamment du degré de développement juridique du pays ciblé.

### Vendor due diligence (VDD)
La VDD permet, grâce à un rapport détaillé, de mettre en relief les risques liés à la transaction en amont de la cession. La VDD relève de l'initiative du vendeur, et non de l'acquéreur. Ainsi, lors de la vente, une part significative des problèmes sur lesquels s’interrogent les acquéreurs aura déjà été élucidée dans le rapport de VDD.